# قائمة مصانع تويوتا

## مصانع تويوتا

### أستراليا
- ألتونا، فيكتوريا - كامري و أوريون. 111610 مركبة و 98209 محرك تم إنتاجهم عام 2006م.

### البرازيل
- إيداياتوبا، ساو باولو - كورولا - بدأ الإنتاج عام 1998م.

### كندا
تويوتا لصناعة السيارات كندا.
- كامبريدج، أونتاريو - كورولا، ماتريكس و آر إكس 350 و محركات 1.8 ل.
- وودستوك، أونتاريو - راف4. هذا المصنع تحت الإنشاء و سيبدأ العمل به عام 2010/2011.
- شركة قطع غيار تويوتا الكندية (كابتين).

### فرنسا
- تويوتا لصناعة السيارات فرنسا. أونينج، فالينسينس - ياریس.

### إندونيسيا
- بي تي تويوتا لصناعة السيارات إندونيسيا. سيكامبيك، ويست جافا. إنوفا، أفانزا، فورتشنر و هايلوكس فيجو.

### المكسيك
- تويوتا لصناعة السيارات دي باجا كاليفورنيا، باجا كاليفورنيا - تاكوما.

### البرتغال
- تويوتا كايتانو البرتغال - داينا، هايس و تويوتا أوبتيما.

### روسيا
- تويوتا لصناعة السيارات روسيا، سينت بيترزبيرج - كامري.

### تايلاند
- مصنع تويوتا جيتواي، شاكونجاسو - فايوس، يارس، كورولا و كامري.
- مصنع تويوتا سامرونج، سامرونج - هايلوكس فيجو و فورتشنر.
- مصنع تويوتا بانفو، شاكونجاسو - هايلوكس فيجو.

### تركيا
- تويوتا لصناعة السيارات تركيا، ساكاريا - كورولا فيرسو و أورس.

### المملكة المتحدة
- تويوتا للصناعات بريطانيا، بوماستون، ديربيشاير و ديسايد، ويلز الشمالية - أورس، كورولا و أفينسيس.

### الولايات المتحدة الأمريكية
- تويوتا لصناعة السيارات ألاباما، هانتسفيل، ألاباما - محركات (V6) و (V8).
- تويوتا لصناعة السيارات كنتكي، جوروجتاون، كنتكي - كامري، أفالون، كامري سولارا و فينزا و محركات أ زي و جي آر.
- تويوتا لصناعة السيارات إنديانا، برينستون، إنديانا - سيكويا، سيينا و هايلاندر.
- تويوتا لصناعة السيارات تكساس، سان أنتونيو، تكساس - تندرا.
- تويوتا ويست فيرجينيا، بافالو، ويست فيرجينيا - محركات زي زي، إم زي و جي آر.
- تويوتا لصناعة السيارات ميسيسيبي، توبيلو ميسيسيبي - بريوس. هذا المصنع تحت الإنشاء و سيبدأ العمل به عام 2010/2011.

## المصانع المشتركة و المرخصة و العقود

### التشيك
- تويوتا بيجو سيتروين التشيك (مشروع مشترك مع مجموعة بيجو سيتروين)، كولن، التشيك - أيجو.

### اليابان
- تويوتا للصناعات (مصنع بعقد) - يارس و راف4.

### الصين
- تيانجن فاو تويوتا - كراون، كورولا، ريز و فايوس.
- جوانزو تويوتا - كامري.

### باكستان
آي إم سي (IMC) (مشروع مشترك بين بيت حبيب و شركة تويوتا للسيارات اليابان و شركة تويوتا تسوشو اليابان لصناعة و تسويق سيارات تويوتا بباكستان منذ عام 1990م). تقع مصانع آي إم سي في المنطقة الصناعية ببورت قاسم بالقرب من كاراتشي.

### الولايات المتحدة الأمريكية
- نومي (مشروع مشترك مع جنرال موتورز)، فيرمونت، كاليفورنيا - كورولا و تاكوما.
- شركة سوبلرو إنديانا المحدودة (مصنع بعقد منذ عام 2007م) - كامري.

### الهند
- تويوتا كيرلوسكار للصناعات، بانجالور - كورولا و إنوفا.

### فيتنام
- تويوتا للسيارات فيتنام - فايوس، كورولا، كامري، لاند كروزر، هايس و إنوفا.